# Sahara-Geiselnahme 2003
Die Geiselnahme in der Sahara im Jahr 2003 war eine Entführung, bei der 32 europäische Touristen in Algerien von der Salafisten-Gruppe GSPC verschleppt wurden. Einige der Geiseln lebten bis zu deren Befreiung 177 Tage lang in Gefangenschaft. Laut den algerischen Ermittlungsbehörden war die Entführung von dem Vize-Chef der GSPC Amari Saifi geplant worden.

## Reisewarnungen
Die bei Motorradfahrern beliebte gut 400 km lange Gräberpiste verläuft zwischen den südalgerischen Städten Bordj Omar Driss und Illizi in der Sahara.
Im November 2002 sollen Tuareg aus der Region bewaffnete Mudschaheddin auf der Gräberpiste gesehen haben, die vermutlich im Oktober dort angekommen waren und Lager errichtet hätten. Ein Tuareg, der die bewaffneten Männer auf der Gräberpiste gesehen hatte, meldete dies den algerischen Behörden einige Wochen später im Dezember. Die Meldung wurde allerdings nicht weiter verfolgt und Individualtouristen nicht darüber in Kenntnis gesetzt. Reiseagenturen stellten jedoch zum Teil ihre Aktivitäten in der Region ein.
Das Eidgenössische Departement für auswärtige Angelegenheiten gab am 5. Dezember 2002 Reisehinweise zu Algerien heraus, nach denen zwar in dem Hügelland zwischen dem Süden des Landes und der Hauptstadt Algier eine massive Gefahr von bewaffneten Raubüberfällen bestünde und die Gegend um die Gorges d’Arak zwischen Tamanrasset und In Salah nur mit Begleitschutz durchfahren werden sollte, der Süden um Hoggar und Tassili allerdings sicher zu sein schien, wenn auch nur mit ortskundigen Führern bereist werden sollte.

## Ablauf der Ereignisse

### Geiselnahmen

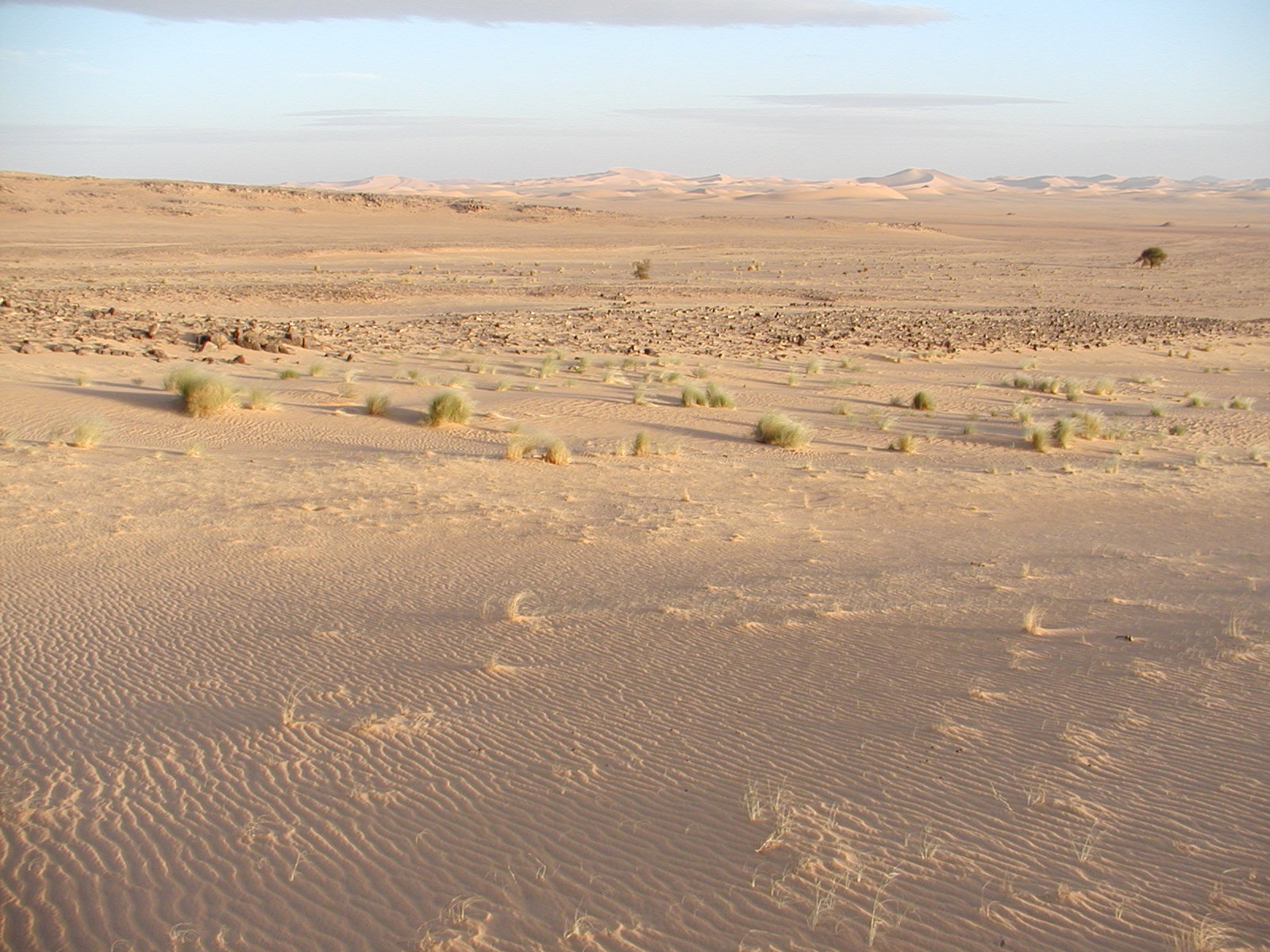
Landschaft um die Gräberpiste

In der Nacht auf den 22. Februar 2003 wurden auf der Höhe des Oued Samene drei deutsche Motorrad-Touristen kurz nach 2:00 Uhr morgens von etwa 30 mit Kalaschnikows bewaffneten Männern aus dem Norden Algeriens in ihrem Lager in Gefangenschaft genommen. Die Entführer fuhren Toyota Land Cruiser HZJ75, die sie zuvor bei einer Ölfirma gestohlen hatten und von denen einer eine defekte Achse hatte. Die Geiseln wurden angewiesen den Pick-ups auf ihren Motorrädern zu folgen und hatten jeweils einen bewaffneten Entführer hinter sich sitzen. Gegen 5:15 Uhr wurden des Weiteren zwei Frauen und zwei Männer aus der Schweiz, die als Touristen mit einem Toyota Hiace 4x4 auf der Gräberpiste unterwegs waren, von den Geiselnehmern gefangen genommen. Die Autos wurden von den Entführern durchsucht und als nützlich befundene Gegenstände einbehalten, weswegen die Opfer zunächst von einem Raubüberfall ausgingen und erst am folgenden Tag gesagt bekamen, dass es sich um eine Geiselnahme handelte. Die persönlichen Dokumente und technischen Geräte wurden den Touristen entwendet. Den Frauen wurden von den Entführern Umhänge gereicht und sie angewiesen, sich damit zu verhüllen.
Am gleichen Tag nahmen die Entführer bei Sonnenuntergang weitere vier Männer aus Deutschland in Geiselhaft, die als Touristen mit dem Motorrad in der Wüste unterwegs waren und dort ein Zeltlager aufgeschlagen hatten. Die Entführer setzten sich als Beifahrer auf die Motorräder der Männer und zwangen diese den Pick-ups zu folgen, die abseits vorgegebener Wege durch die Wüste fuhren. Dabei kam es gegen Mitternacht zum Sturz eines Motorradfahrers, wodurch dieser sich die Schulter verstauchte und nicht mehr in der Lage war das Motorrad zu führen. Er wurde deshalb in einem der anderen Fahrzeuge weiter transportiert. Am nächsten Tag fuhr die Gruppe ins Tassili n'Ajjer-Gebirge und über eine Piste, die die Entführer Monate zuvor angelegt hatten. Unterwegs vergruben die Entführer selbst gebaute Minen. Nachdem zwei Motorräder der Touristen während der Fahrt auf ungeeignetem Gelände kaputt gingen, vereinbarten die Touristen mit den Entführern am 25. Februar, die beiden defekten Fahrzeuge zurückzulassen. Sie sollten später geholt werden, was jedoch nicht geschah. In der Nacht rissen außerdem die Antriebswellen des Toyota Hiace, woraufhin dieser mit Steinen getarnt, ebenfalls zurückgelassen und die Insassen in die Pick-ups verfrachtet wurden und der verletzte Motorradfahrer gezwungen wurde, wieder sein Motorrad zu fahren, das bis dorthin auf dem Dach des Busses transportiert worden war. Während die Motorradfahrer wegen eines riskanten Hangs eine nächtliche Unterbrechung der Fahrt bewirken konnten, fuhr der Pick-up mit den anderen Gefangenen weiter, bis sie am 26. Februar gegen etwa sechs Uhr morgens das Ende der Piste erreichten und dort mit ihrem Gepäck in eine Schlucht hinuntersteigen mussten.
Am 8. März wurden zwei Männer und zwei Frauen zwischen Illizi und Djanet entführt, die jeweils mit Wohnmobilen unterwegs gewesen waren, darunter ein Ehepaar aus Augsburg mit einem blauen Iveco. Weitere vier Männer und zwei Frauen aus Bayern, darunter ein in Bayern lebender Mann mit schwedischer Staatsangehörigkeit, die mit insgesamt drei Geländewagen zwischen Tamanrasset und Bordj Omar Driss unterwegs waren, wurden ab dem 17. März als vermisst gemeldet.
Am 22. März wurden acht Österreicher gefangen genommen, die mit vier Fahrzeugen zwischen Erg Tiffernine und Tamanrasset unterwegs waren. Insgesamt wurden bis April in der Region 32 Menschen gefangen genommen, darunter 16 Deutsche, zehn Österreicher, vier Schweizer, ein Niederländer und ein Schwede.
Die Geiseln konnten sich teilweise auf Französisch mit ihren Entführern verständigen. Diese seien laut späterer Geiselaussage „nicht wirklich furchterregend aufgetreten“. Sie hätten die Geiseln zwar bewacht, aber nicht bedroht, sie respektvoll behandelt und ihnen das Fotografieren gestattet. Anfängliche Fluchtgedanken der Geiseln wurden verworfen, da nicht alle Gefangenen dazu in der Lage gewesen seien, die Situation zunächst nicht als lebensbedrohlich wahrgenommen wurde und man ein unnötiges Risiko vermeiden wollte.

### Suche nach den Entführten

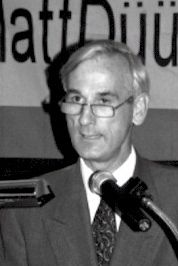
Krisenstabsleiter Jürgen Chrobog

Die erstentführte Reisegruppe wurde am 10. März bei den algerischen Behörden als vermisst gemeldet und die Deutsche Botschaft Algier darüber in Kenntnis gesetzt. Nachdem wiederholt Menschen als vermisst gemeldet worden waren, schöpfte das Auswärtige Amt in Deutschland Mitte März den Verdacht, dass es sich um Entführungen handeln könne. Im April führte der damalige Generalbundesanwalt Kay Nehm Ermittlungen durch. Das Auswärtige Amt richtete einen Krisenstab ein, der mit dem Bundeskriminalamt, dem Bundesnachrichtendienst und internationalen Partnern in Algerien zusammenarbeitete. Zum Leiter des Krisenstabs wurde der damalige Staatssekretär im Auswärtigen Amt Jürgen Chrobog berufen.
Von den algerischen Streitkräften wurde am 22. März eine Suchkarawane zusammengestellt. Das Auswärtige Amt gab am 1. April eine Reisewarnung für die Region aus. Da der damalige Generalbundesanwalt Nehm von einem terroristischen Hintergrund ausging, leitete er am 4. April ein Ermittlungsverfahren ein. Weil die Entführer allerdings keinen Kontakt mit den Behörden aufnahmen und keine Forderungen stellten, waren dem Krisenstab das Motiv und der Hintergrund der Tat zunächst unklar. Am 7. April reisten Mitarbeiter des Bundeskriminalamtes, der GSG 9 und des Einsatzkommandos Cobra nach Algerien. Am folgenden Tag traf außerdem der damalige deutsche Innenminister Otto Schily in dem Land ein.
Laut Informationen, die die damalige österreichische Außenministerin Benita Ferrero-Waldner am 12. April verkündete, sei eine Nachricht von den vermissten Personen gefunden worden, aus der hervorging, dass diese am 8. April noch am Leben gewesen seien.
Eine Gruppe mit 15 der entführten Geiseln wurde von den Entführern in eine Gebirgsregion verschleppt und lebte dort versteckt in einer Felsschlucht. Deutsche Aufklärungsflugzeuge suchten das Gebirge mit Wärmebildkameras erfolglos nach den Vermissten ab. Nachdem Helikopter die Region überflogen hatten, wechselten die Entführer mit den Geiseln nach 52 Tagen unter extremen Hitzebedingungen und Wasserknappheit ihren Aufenthaltsort, um nicht entdeckt zu werden und versteckten sich fortan in einer Höhle. Als erster Erfolg der Suche, wurden am 20. April Lebensmittelreste und der Iveco des entführten Paares aus Augsburg gefunden, wodurch die Suche auf eine enger gefasste Region fokussiert werden konnte. Zudem konnte davon ausgegangen werden, dass die entführten Personen noch immer am Leben seien und in zwei Gruppen aufgeteilt worden waren. Die Geiseln erfuhren über ein Radio, das ihnen von den Entführern zur Verfügung gestellt wurde, dass die Suche nach ihnen im Gang war. Es blieb ihnen jedoch unklar, ob bereits Verhandlungen zwischen den Entführern und den Behörden liefen.
Die militärische Suchkarawane wurde bis zum 7. Mai auf 5.000 Personen aufgestockt. Die Zusammenarbeit mit der algerischen Regierung unter Präsident Abd al-Aziz Bouteflika wurde, unter anderem von Chrobog als schwierig beschrieben, da die ausländische Mithilfe von Seiten Algeriens nicht erwünscht gewesen sein soll und die ausländischen Behörden nicht selbstständig nach den Gefangenen suchen durften.

### Kontaktaufnahme und Befreiung der ersten Geiseln
Den Geiselnehmern wurde nachgesagt, ohne durchdachten Plan und dilettantisch vorgegangen zu sein und keine Anweisungen ihres Anführers erhalten zu haben. So entnahmen diese beispielsweise dem Reiseführer eines der Touristen die Adressen der Botschaften, um das Bekennerschreiben laut Aussage einer der Geiseln, an die Straße zu bringen und dort einem LKW-Fahrer mit der Bitte um Weiterleitung zu übergeben. Das Bekennerschreiben erreichte die Deutsche Botschaft Algier Anfang Mai, wodurch der Krisenstab etwa drei Monate nach der ersten Entführungen erstmals Informationen über die Hintergründe der Tat erhielt.
Am 12. Mai wurde die Entführung eines weiteren Touristen aus Deutschland bekannt. Am gleichen Tag reiste der damalige deutsche Außenminister Joschka Fischer nach Algerien um sich mit Abd al-Aziz Bouteflika zu beraten. Am folgenden Tag kam eine der beiden Geiselgruppen, bestehend aus zehn Österreichern (darunter acht Salzburger und zwei Tiroler), sechs Deutschen und einem Schweden, laut der algerischen Presse durch eine Befreiungsaktion der algerischen Streitkräfte im Tamelrik-Gebirge, frei, wobei neun von zehn Geiselnehmern ums Leben gekommen sein sollen und es mehrere Verletzte auf Seiten des Militärs gegeben haben soll. Es existieren allerdings Vermutungen, dass die Geiseln durch Verhandlungen zwischen der algerischen Regierung und den Entführern befreit wurden. Algerische Zeitungen berichteten zunächst von Toten unter den Geiseln, was allerdings später dementiert wurde. Mit der Befreiungsaktion wurde bekannt, dass die GSPC hinter der Tat steckte.
Jürgen Chrobog reiste nach Algier, um die befreiten Deutschen abzuholen. Für den Rücktransport wurde bereits Wochen zuvor ein Sanitätsairbus der Bundeswehr (siehe MedEvac) für einen Transport zum Flughafen Köln Bonn bereitgestellt. Die befreiten Geiseln mit österreichischer Staatsbürgerschaft landeten am 14. Mai um 19:55 Uhr mit einer Boeing 737 der Lauda Air auf dem Flughafen Salzburg. Der damalige österreichische Bundespräsident Thomas Klestil sprach Bouteflika seinen Dank für die Unterstützung aus und lud ihn zu einem Staatsbesuch nach Wien ein. Die sich noch in Geiselhaft befindende Touristengruppe erfuhr über das Radio von der Befreiung.

### Route nach Mali
Nachdem die erste Gruppe der Geiseln befreit worden war, verließ die andere Entführergruppe mit ihren Geiseln das Gebirge und war mehrere Tage und Nächte lang Richtung Osten unterwegs. Grund und Ziel der Fahrt war den Geiseln währenddessen unklar. Unterwegs kam es zu mehreren Unfällen, wobei sich auch Fahrzeuge mit mehreren Insassen überschlugen. Eine algerische Zeitung berichtete am 3. Juni, dass die sich noch in Geiselhaft befundenen Personen in weitere Dreier- beziehungsweise Vierergruppen aufgeteilt worden seien.
Aus Mangel wurden die Wasserrationen auf täglich zwei Liter pro Person reduziert. Dabei erlitt die 45-jährige Augsburgerin und zweifache Mutter Michaela Spitzer einen Hitzschlag, fiel ins Koma und starb am 28. Juni. Ihre Leiche wurde in der Nacht im Scheinwerferlicht mit Pickeln vergraben und das Grab, um nicht von der Luft aus entdeckt werden zu können, lediglich mit etwas Gras besteckt. Am folgenden Tag erreichte die Gruppe eine Wasserstelle. Die Suche nach den Gruppen konzentrierte sich währenddessen weiterhin auf die nördlich der Fluchtroute gelegene Gebirgsregion. Der Konvoi blieb trotz freier Sicht während seiner Route von etwa 2000 Meilen durch die Wüste vom algerischen Geheimdienst unentdeckt. Algerische Medien berichteten am 17. Juli, dass die algerischen Streitkräfte Flugblätter abgeworfen hätten, auf denen den Entführern freies Geleit zugesichert würde. Die Information entstamme algerischen Militärkreisen.
Die Gruppe kam im Juli im Norden von Mali an und fuhr dort in gebirgiges Gebiet, wie das deutsche Fernsehen am 18. Juli berichtete. Nachdem die deutschen Behörden von der Ankunft in Mali erfahren hatten, reiste Jürgen Chrobog am 22. Juli zusammen mit dem ehemaligen deutschen Botschafter in Mali Harro Adt in die Hauptstadt Bamako um sich zusammen mit der malischen Regierung und dem damaligen Staatspräsidenten Amadou Toumani Touré über das weitere Vorgehen zu beraten. Dieser gab den deutschen Behörden die freie Handhabe, um innerhalb des Landes selbstständig im Sinne einer Lösungsfindung zu agieren. Insgesamt hielten sich am 27. Juli zehn Beamte der Regierungen Deutschlands, der Schweiz und der Niederlande in Mali auf, um an einer Lösung zu arbeiten. Eine kursierende Meldung, wonach die Touristen freigelassen werden sollten, wurde am 28. Juli von dem damaligen algerischen Innenminister Yazid Zerhouni dementiert.

### Verhandlungen und Befreiung

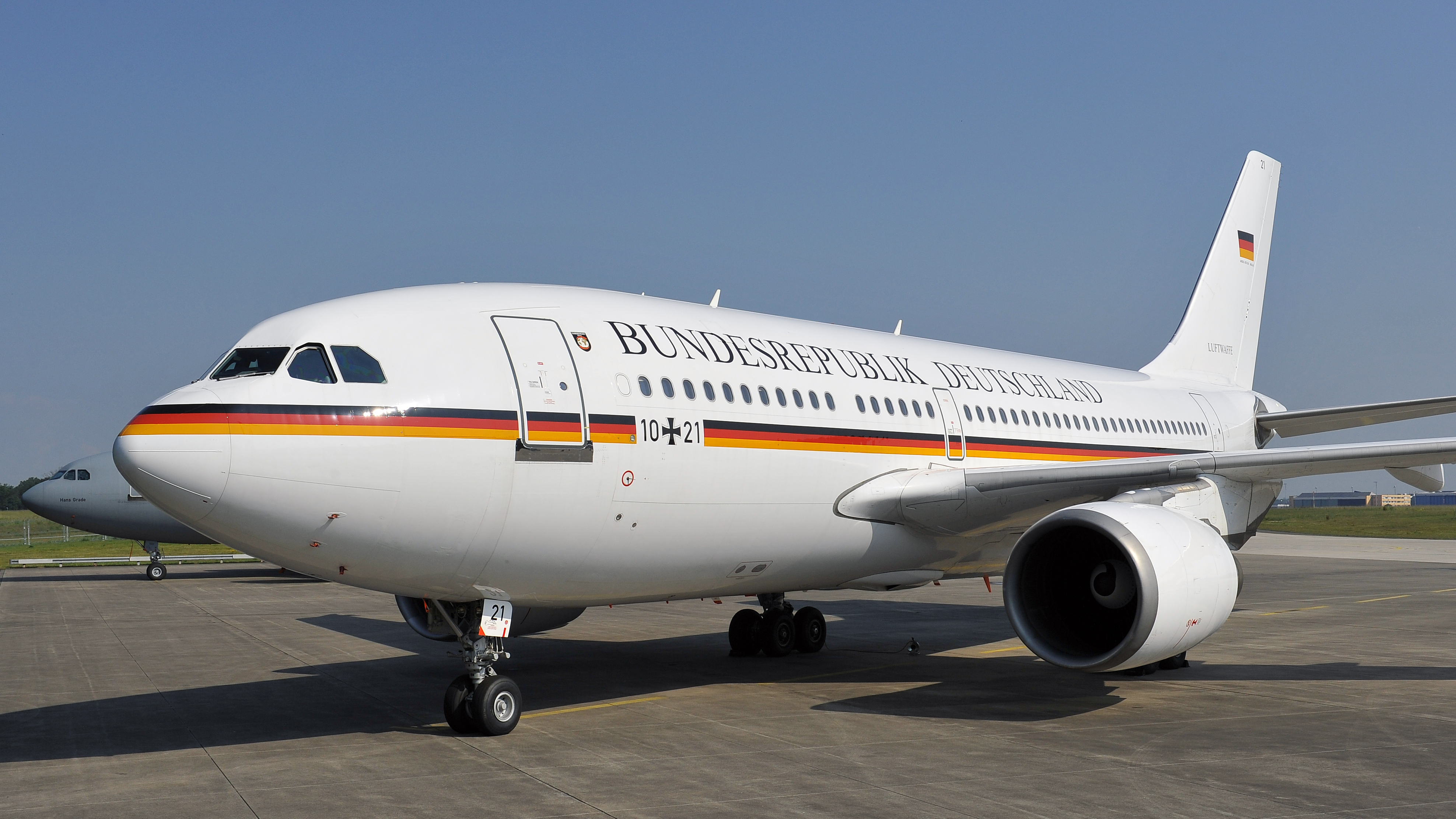
Die befreiten Geiseln wurden mit der Konrad Adenauer nach Deutschland geflogen.

Über Kontakte zwischen dem Krisenstab und Tuareg war es Adt möglich Kontakt zu den Geiselnehmern aufzubauen. Diese verlangten Waffen, die Freilassung politisch Gefangener und ein Lösegeld von 4,6 Millionen Euro für jeden der Gefangenen und belegten Ende Juli mit Videoaufnahmen, dass die Gefangenen noch am Leben waren. Die sich über mehrere Wochen hinziehenden Verhandlungen zwischen dem Krisenstab und den Entführern verliefen über die Vermittlungsperson Iyad Ag Ghali, einen früheren Anführer von Tuareg-Rebellen und fanden im algerisch-malischen Grenzgebiet statt. Von dem Anführer der Geiselnehmer Amari Saifi, bekannt unter dem Namen Abderazak el Para, wurde zudem eine deutsche Geisel mit Französischkenntnissen in die Verhandlungen einbezogen.
Am 5. August berichtete eine algerische Zeitung, dass sechs der gefangenen Personen krank seien und medizinische Hilfe benötigen würden, die Entführer jedoch eine Freilassung abgelehnt hätten. Am 13. August ließen die Entführer erstmals die Lieferung von Medikamenten und Lebensmitteln zu.
Chrobog reiste erneut am 14. August nach Bamako. Mitte August wurde das Flugzeug „Konrad Adenauer“ der deutschen Luftwaffe am Flughafen in Bamako bereitgestellt, um die Geiseln zurück nach Deutschland zu fliegen. Chrobog reiste am 17. August nochmals nach Bamako, nachdem gemeldet worden war, dass die 14 verbliebenen Geiseln freigelassen worden seien, was sich jedoch als Falschmeldung herausstellte.
Am 18. August gab Touré letztendlich die Befreiung der 14 verbliebenen Geiseln bekannt. Die Geiseln selber berichteten, dass ihre Geiselnehmer nach Abschluss der Verhandlung ihren Erfolg mit freudigen Luftschüssen feierten. Die Geiseln wurden anschließend den Tuareg übergeben, mit Jeeps über Sandpisten in die etwa 500 Kilometer entfernte Gemeinde Gao gefahren und von dort mit einem deutschen Flugzeug nach Bamako geflogen, wo sie in der Nacht ankamen und persönlich von dem malischen Präsidenten Touré im Palais de Koulouba, dem Sitz des Präsidenten, empfangen wurden. Von dort verließ die Gruppe, bestehend aus neun Deutschen, vier Schweizern und einem Niederländer das Land am 20. August gegen 1:50 Uhr nach Europa. Um 7:22 Uhr landeten sie in Köln-Wahn und wurden dort unter Anwesenheit von über hundert Journalisten empfangen. Die vier Schweizer Reto Walther, Marc Hediger, Sybille Graf und Silja Stäheli wurden am gleichen Tag weiter nach Zürich-Kloten geflogen und dort von der damaligen schweizerischen Außenministerin Micheline Calmy-Rey empfangen.
Das Grab von Michaela Spitzer wurde unter Beteiligung des Bundeskriminalamtes in der Wüste aufgespürt, die Leiche exhumiert, zur Obduktion nach Deutschland überführt und anschließend im Kreis der Familie beigesetzt.
Der Verbleib der Geiselnehmer ist teilweise unklar. Die algerische Regierung hatte zunächst erklärt, die Geiselnehmer nicht verfolgen zu wollen. Einer der Drahtzieher, der Algerier Gharbia Amar, soll im Jahr 2004 im Tschad festgenommen, nach Algerien ausgeliefert und zu einer lebenslangen Haftstrafe verurteilt worden sein. Amari Saifi sei ebenfalls 2004 inhaftiert, aber laut einer Meldung aus dem Jahr 2013 bis dahin noch nicht verurteilt worden sein. Weitere mutmaßliche Entführer kamen angeblich 2004 bei deren Entdeckung durch die algerischen Streitkräfte im algerisch-malischen Grenzgebiet ums Leben.

## Höhe des Lösegelds und Kosten der Befreiung
Die Höhe des vereinbarten Lösegelds wird von der deutschen Bundesregierung geheim gehalten. Vor der Presse erklärte der damalige Bundeskanzler Gerhard Schröder „dass es zu solchen Fragen keine Erklärung der Bundesregierung gibt“. Laut Spekulationen soll es sich um drei bis fünf Millionen Euro gehandelt haben. Laut Angaben des Nachrichtenmagazins Focus habe es sich bei den Gesamtkosten der Befreiungsaktion um 20 Millionen Euro gehandelt, wovon laut Angaben der Bundesregierung 420.000 Euro für die Flugkosten angefallen seien.
Nach dem Geiseldrama verlangte das Auswärtige Amt von den befreiten Geiseln im Herbst 2003 einen Teil der Kosten zurück. Laut Angabe der ehemaligen Geisel Rainer Bracht wurden von den im Mai befreiten Geiseln jeweils 1092 Euro und von jedem der im August befreiten 2301 Euro verlangt. Begründet wurde die Forderung mit einer „erhebliche[n] öffentliche[n] und politische[n] Erwartungshaltung“. Bracht kritisierte, dass Geiseln im Ausland anders behandelt würden als Geiseln im Inland und berief sich auf einen Fall aus Bremen, bei dem das Opfer keine Kosten hätte tragen müssen.

## Filme
- ZDF History: Entführt in der Wüste, ZDF-Dokumentation 2017